# Monstrum
Pour plus de détails, voir Fiche technique et Distribution.
Monstrum (hangeul : 물괴 ; RR : Mulgoe) est un film fantastique sud-coréen co-écrit et réalisé par Huh Jong-ho, sorti en 2018,,,.
L'histoire se déroule en 1527 et tourne autour de la chasse d'une créature gigantesque et très agressive appelée « Monstrum » qui terrorise la population.
Il reçoit des critiques mitigées à cause de son scénario prévisible et est un échec au box-office sud-coréen de 2018 avec 723 951 entrées et 5,5 millions $ de recettes. Il est tout de même salué pour la qualité de ses effets spéciaux, pour réussir à garder le spectateur en haleine grâce au mystère entourant la créature, et est sélectionné pour être en compétition au Festival international du film de Catalogne.

## Synopsis
En 1527, dans la Corée Joseon, durant le règne du roi Jungjong, alors que la peste s'abat sur le pays, une rumeur se propage sur l'existence d'une créature terrifiante surnommée « Monstrum » qui vivrait sur le mont Inwang (en) et en descendrait pour attaquer la population. Le roi est cependant persuadé qu'il ne s'agit que d'une rumeur lancée par son premier ministre dans le but de le destituer. Il en appelle donc à Yoon-gyeom, qui fut jadis son plus fidèle général avant de prendre sa retraite, afin que celui-ci enquête. Accompagné de sa fille Myeong, de son bras droit Seong-han et de l’officier de justice royal Heo, Yoon-gyeom se met donc à la recherche de la mystérieuse créature pour découvrir si elle existe vraiment.

## Distribution
- Kim Myung-min : Yoon-gyeom
- Kim In-kwon (en) : Seong-han
- Hyeri : Myeong[9]
  - Joo Ye-rim : Myeong (enfant)
- Choi Woo-sik : Heo
- Park Hui-sun (en) : le roi Jungjong
- Lee Geung-young : Sim Woon
- Park Sung-woong : Jin-yong
- Lee Kyu-bok : Mo-gae
- Kim Min-seok
- Hong Ji-yoon
- Lee Do-kyung
- Han So-yeong
- Soo Mi

## Production
Le tournage débute le 10 avril 2017 et se termine le 21 juillet 2017 dans le district de Yangpyeong dans le Gyeonggi. Il aura eu lieu en divers endroits comme à Paju, à Yangju, à Gwangju et dans le Gyeongsang du Sud.

## Accueil

### Sortie
Le film sort dans les salles sud-coréennes le 12 septembre 2018 sur 1 183 écrans. Il reçoit une interdiction pour les moins de 15 ans non-accompagnés pour sa violence, ses images sanglantes et quelques séquences effrayantes.
Il sort en VOD et téléchargement numérique le 8 octobre 2018.

### Critique
Shim Sun-ah de Yonhap donne une critique mitigée et écrit : « Monstrum est le premier film de monstres se déroulant à l’époque Joseon et repose avant tout sur le suspense et le grand spectacle, mais cela est gâché par un scénario sans surprise. L'un des points forts de ce film est l'esthétique du monstre et ses effets spéciaux magnifiques. De même, il arrive à garder les spectateurs en haleine grâce au mystère qui entoure ce fameux monstre et le fait qu'il existe ou non ».

### Box-office
Le film arrive en tête du box-office lors de son premier jour d'exploitation avec 105 255 spectateurs pour 750 819 $ de recettes, devant Searching : Portée disparue et The Predator, qui sort le même jour. Il continue de dominer durant le deuxième jour. Cependant, il chute à la deuxième place pendant le week-end, dépassé par Searching : Portée disparue, avec 421 479 spectateurs pour 3,3 millions $.
Au 4 octobre 2018, il totalise 5,5 millions $ de recettes pour 720 721 spectateurs.